# Улица Ивана Гераськина
Улица Ива́на Гера́ськина — улица на юго-востоке Москвы в районе Капотня Юго-Восточного административного округа от 1-го Капотнинского проезда.

## Происхождение названия
Проектируемый проезд № 5217 получил название в июне 2021 года в память об участнике Великой Отечественной войны и Советско-японской войны, полном кавалере ордена Славы, разведчике Иване Алексеевиче Гераськине (1924—1998). Иван Гераськин после войны служил в милиции и жил по адресу: 5-й квартал Капотня, дом 19, на котором установлена мемориальная доска.

## Описание
Улица начинается от 1-го Капотнинского проезда, проходит в 5-м квартале Капотни с северо-востока на юго-запад вдоль 18-го километра МКАД. Оканчивается в жилой застройке. На улице расположена автобусная станция «Капотня».